# Aleksei Plesxéiev
Aleksei Nikolàievitx Plesxéiev, també transcrit com a Aleksei Nikolàievitx Pleixtxéiev, rus: Алексе́й Никола́евич Плеще́ев, va ser un escriptor i poeta radical rus, traductor i agitador polític, nascut el 4 de desembre del 1825 a Kostromà. Pertanyent al Cercle de Petraixevski, va morir a París el 8 d'octubre del 1893.

## Biografia
Nascut en una família de la petita noblesa, va estudiar del 1843 al 1845 a la Universitat de Sant Petersburg. El 1844 comença a escriure poesies i narracions, que publica a partir del 1847 a la revista Otètxestvennie Zapiski (Отечественные Записки, 'Els Annals de la Pàtria'). El 1849 fou arrestat per la seva implicació, igual com Dostoievski i d'altres, en el complot de Petraixevski, i fou reclòs a la fortalesa de Sant Pere i Sant Pau, on va passar vuit mesos. Condemnat a mort, fou indultat a l'últim moment pel tsar Nicolau I i l'enviaren com a soldat ras d'un regiment de càstig a la ciutat d'Orenburg, als Urals, per tal de combatre les tribus rebels de la regió, on més endavant va esdevenir oficial cadet.
El 1858 li fou permès d'establir la residència a Moscou, on el 1860 va publicar els dos volums de Póvesti i rasskazi (Повести и рассказы, 'Contes i narracions'), del 1858 al 1863 tres volums de poesia i els drames Stxastlívaia txetà (Счастливая чета, 'La parella feliç,', 1862) i Bràtia (Братья, 'Els germans', 1864), entre d'altres. El 1872 es va traslladar a Sant Petersburg, on fins al 1884 va ser redactor de la revista Otètxestvennie Zapiski i hi va traduir poemes i obres de teatre de Sándor Petőfi, Victor Hugo, Lord Byron, Heinrich Heine o Georg Herwegh.
El 1891 va heretar una gran fortuna: malalt de feia temps, era a París quan el 8 d'octubre del 1893 li va arribar la mort. El seu cos fou transportat i sepultat a Moscou.

## Significació
El seu primer llibre de poesia, publicat el 1846, el va fer famós. Incloïa el cèlebre poema que començava amb els mots «Endavant!, sense temença ni dubte...» («Вперёд! без страха и сомненья…», Vperiod! bez strakha i somnènia), que aviat fou conegut com «La Marsellesa russa»; de fet es cantava i tot amb la melodia de l'himne francès. Altres poemes seus, com ara «La crida dels amics» («На зов друзей», Na zob druzei) i «Som germans pel sentiment que ens uneix...» («По чувствам братья мы с тобой…», Po txúvstvam bràtia mi s toboi...) també foren adoptats pels joves radicals russos de mitjan anys 1840 com a himnes revolucionaris.
En la maduresa va ser molt conegut per les seves traduccions i pels seus poemes per a infants, alguns dels quals són considerats clàssics. Molts poemes de Pleixtxéiev han estat musicats (entre d'altres, per Txaikovski i Rakhmàninov) i han esdevingut romances populars russes.